# Иероним (архимандрит Спасо-Преображенского монастыря)
Иероним — архимандрит Астраханского Спасо-Преображенского и Кизлярского Крестовоздвиженского монастырей Русской православной церкви.

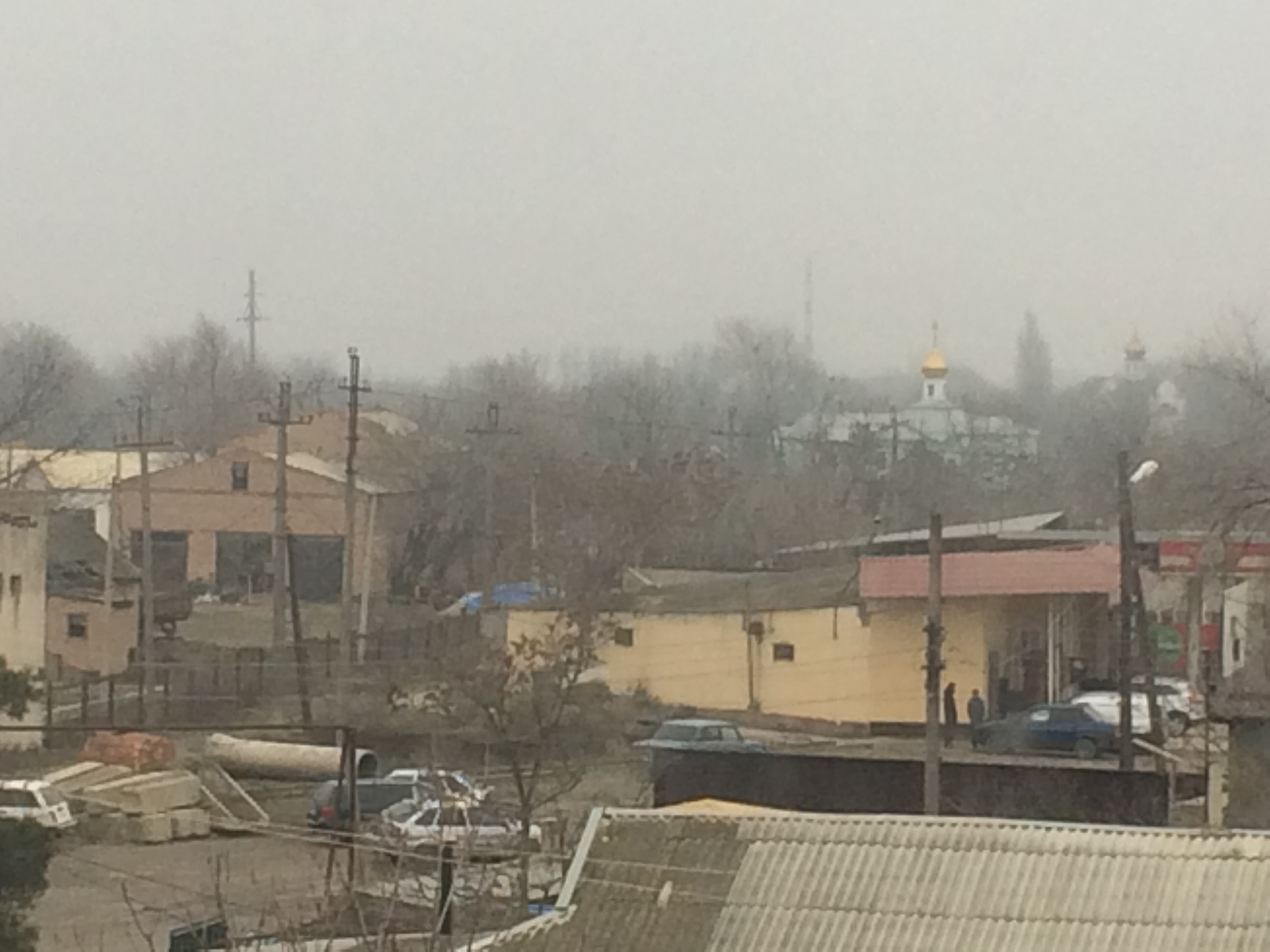
Крестовоздвиженский монастырь в наши дни

О детстве и мирской жизни Иеронима сведений практически не сохранилось, да и прочие биографические сведения о нём очень скудны и отрывочны; известно, что он был произведен в архимандрита Астраханского Спасо-Преображенского монастыря 27 февраля 1759 года из монахов того же монастыря. 
19 марта 1761 года отец Иероним просил местного преосвященного уволить его от настоятельства, опасаясь, чтобы при его болезненности и старости «не произошло беспорядка в монастырской экономии», но преосвященный переместил его из Астрахани в Кизляр настоятелем Крестовоздвиженского монастыря и судьёю Кизлярского духовного правления, вручив ему самые широкие полномочия над церковнослужителями и всякого звания мирскими людьми в духовных делах.